# Tanjong Pelumpong
Tanjong Pelumpong är en ö i Brunei. Den ligger i den nordöstra delen av landet. Ön ligger utanför orten Muara.